# Бонди
Бонди (фр. Bondy) град је у Француској у Париском региону, у департману Сена-Сен Дени.
По подацима из 2006. године број становника у месту је био 53.311.

## Демографија
| 1962.  | 1968.  | 1975.  | 1982.  | 1990.  | 1999.  | 2006.  | 2011.  |
| ------ | ------ | ------ | ------ | ------ | ------ | ------ | ------ |
| 38.039 | 51.652 | 48.333 | 44.301 | 46.676 | 46.826 | 53.311 | 53.051 |

## Партнерски градови
- Al-Ram
- Фурчи
- Alcácer do Sal
- Tambacounda
- Berkane